# Burg Ilbesheim
Die Burg Ilbesheim ist eine vermutete Burg in der Ortsgemeinde Ilbesheim im Donnersbergkreis in Rheinland-Pfalz.
Die Burg ist weder urkundlich noch archäologisch nachweisbar. Allerdings wird eine Ministerialenfamilie von Ilbesheim im Jahr 1402 hinweislich genannt. Damals belehnte Pfalzgraf Ludwig einen Jacob von Ilbesheim mit Reichslehen in Odernheim und Alzey.